# Cal Pepet Punet
Cal Pepet Punet és un edifici del municipi de l'Arboç protegit com a bé cultural d'interès local.

## Descripció
La casa fou renovada recentment, edificada donant-li un caire antic. L'edifici té tres plantes. Els baixos presenten una porta d'arc de mig punt dovellat a la dreta, i a l'esquerra una finestra quadrada amb una bonica reixa. La primera planta consta d'una finestra rectangular del tipus coronella dividida mitjançant dues columnetes, i a la banda esquerra, una de quadrada amb la data de 1661. Totes les finestres presenten una base. Les golfes tenen una galeria de quatre arcs de mig punt. A sobre hi ha una cornisa sobresortint com a remat, i una sèrie de merlets.

## Història
L'edifici no té gaire valor arquitectònic, però sí una història al seu voltant. En aquest indret, a l'antic habitatge, vivia el "Rei de la Rambla", Josep Plana, figura popular i estrambòtica que morí el 1925. Vivia sol i es dedicava a pintar i modelar argila, amb la qual feu un Crist ajagut al qual incrustà ungles i cabells del seu propi cos. Estava convençut que era rei, i així ho pintà sobre el seu portal dovellat. Ballava, cantava i acceptava almoina per viure. Aquesta figura atragué la curiositat de molts estrangers que venien a visitar-lo. També molts escriptors basaren les seves obres en ell. Alfons Nadal s'hi inspirà per escriure un conte i Prudenci Bertrana l'escenificà en un drama de dos actes titulat "Josep II", l'any 1934.